# Justin Vernon
Justin Vernon (* 30. dubna 1981) je americký hudebník (multiinstrumentalista). Hraje na kytaru, baskytaru, bicí a klávesové nástroje. Studoval na University of Wisconsin–Eau Claire, přičemž jeden semestr strávil v Irsku. V roce 2007 založil skupinu Bon Iver, v níž je frontmanem a hlavním autorem písní. Během své kariéry spolupracoval s mnoha dalšími hudebníky, mezi něž patří například Taylor Swift, Colin Stetson, James Blake, Anaïs Mitchell a Kanye West. Krátce měl vztah s kanadskou hudebnicí Kathleen Edwards.